# Jungbu-dong
Jungbu-dong (koreanska: 중부동) är en stadsdel i stadskommunen Gyeongju  i provinsen Norra Gyeongsang i den östra delen av Sydkorea, 280 km sydost om huvudstaden Seoul.